# 台寿阿龙
台灣阿龍，也叫台壽阿龍，是台灣人壽的廣告吉祥物，出现在「台灣人壽得第一」的广告。2000年配合龍年且龍邦建設入主台灣人壽而出现，意外讓特攝影迷眼睛一亮，但反應未如預期熱烈；直到2004年推出第三代版本，才因市場行銷策略奏效而著名。又叫「快樂阿龍」。

## 歷史

台壽阿龍氣球

台灣人壽最初以真實的恐龍圖像為公司代言，之後因學生保險版圖擴大而陸續推出第二代、第三代台壽阿龍；2004年8月，第三代台壽阿龍電視廣告上檔，廣告歌「希望每天都是星期天，無憂無慮快樂去聊天……」在各幼稚園與小學大流行。2004年11月12日，台灣人壽董事長朱炳昱說，「在三三會的聚會上，一位年近70多歲的企業長輩，為了三位孫子想要台壽阿龍，特地請我吃飯，一頓飯至少花（新臺幣）6000、7000元」。
2007年1月，台灣人壽總經理洪鴻銘說，台壽阿龍的構思導因於2000年龍邦建設入主台灣人壽，那一年剛好是龍年；再加上2000年迪士尼經典動畫長片《恐龍》大受歡迎，因此台灣人壽決定以「龍」為代言人。台壽阿龍共分三代，前兩代都不成功；經過台灣人壽品牌形象委員會不斷改良，第三代台壽阿龍圓潤憨厚、造型徹底卡通化，終於大成功。
2013年12月至2014年1月9日，台灣人壽推出8款台灣阿龍LINE貼圖，提供LINE使用者免費下載使用，使用期限180天。2015年11月7日，台灣人壽董事長許舒博說，台灣人壽正式併入中信金控以後是否更換吉祥物，將在本年12月進行討論。
2016年1月1日，台灣人壽與中國信託人壽完成合併，以台灣人壽為續存公司，不再使用台壽阿龍。2016年9月22日，YouTube台灣人壽官方頻道發布台壽阿龍電視廣告〈台灣阿龍快樂歌〉，台灣人壽恢復使用台壽阿龍。

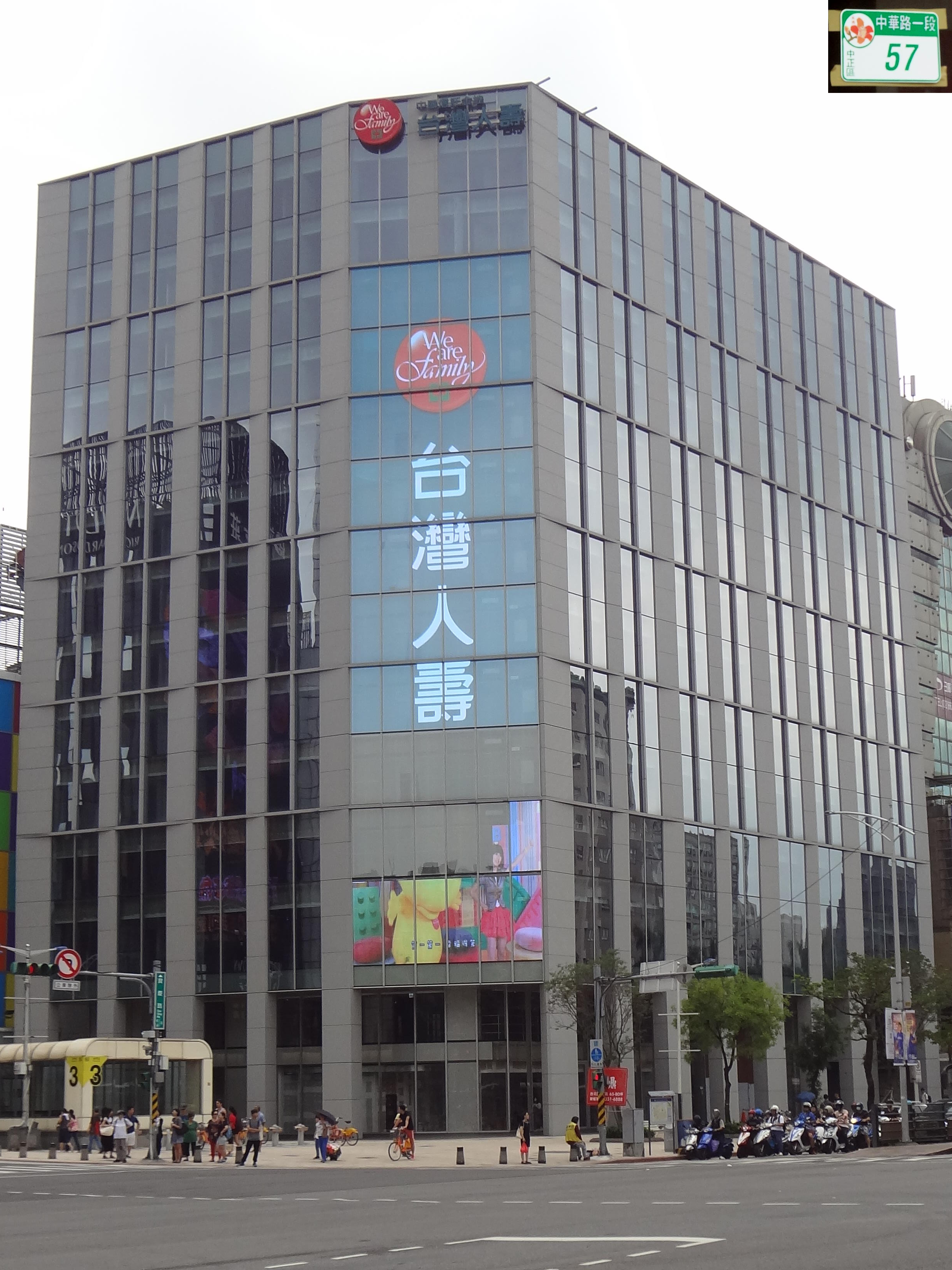
寶慶路飯店案，外牆電視牆播放〈台灣阿龍快樂歌〉

2018年，臺北市中正區中華路一段57號，大陸建設與台灣人壽興建中的「寶慶路飯店案」，外牆電視牆播放〈台灣阿龍快樂歌〉。
2022年1月29日，台灣人壽發布3D動畫形象廣告〈龍是你兄弟〉，台壽阿龍、中國信託慈善基金會吉祥物「小火子」與中信兄弟吉祥物「小翔」共同表現力挺年輕世代的故事。